# Національна спілка кобзарів України
Національна спілка кобзарів України — добровільна творча організація зі статусом національної творчої спілки, що об'єднує усі верстви музичної кобзарської сфери України — від еліти до поодиноких самоучок, від столичних бандуристів і кобзарів до виконавців з найвіддаленіших районів України. Заснована у 1995 р. як громадська організація Всеукраїнська спілка кобзарів.
З 1999 — перереєстрована як творча спілка, з 2008 — отримала статус Національної.
Мета організації: відродження кобзарського мистецтва в Україні та за її межами.
Сфера основної діяльності спілки — бандурне мистецтво, його популяризація, проведення концертів сучасних кобзарів, фестивалів і конкурсів, тематичних семінарів, підтримка як окремих виконавців, так і музичних колективів, методична підтримка навчальних закладів, видання навчальних матеріалів, нотних збірок.
Структура організації: Національна спілка кобзарів України станом на початок XXI ст. має 10 обласних та 3 міські осередки. Зокрема:
- Львівське обласне відділення, голова Жеплинський Богдан Михайлович
- Рівненьське обласне відділення
- Тернопільський обласний осередок
- Черкаський обласний осередок

Голова спілки — Володимир Миколайович Єсипок.
Адреса, контакти:
Україна 01032 м. Київ
бульвар Шевченка 50-52